# Viero
Viero, Berio o Vero fue una aldea de La Rioja situada a medio camino de Entrena y Medrano.
Entre los siglos XI y XII fue una aldea floreciente, hasta que las guerras por el territorio entre los reyes Sancho VI de Navarra y Alfonso VIII de Castilla hicieron que sus habitantes fueran emigrando a su vecina localidad de Entrena que entonces estaba amurallada. Allí se asentaron en la zona suroccidental del cerro El Conjuro, creando incluso su propia parroquia, Santa María de los Ángeles de Viavero, que seguramente se encontrara en el emplazamiento del actual Convento de Santa Clara.
El único recuerdo que queda de esta villa es el término «Barrivero» dentro de la jurisdicción de Entrena.
- Datos: Q5488636